# باسك (أمر يونكس)
pax هي أداة أرشفة تم إنشاؤها بواسطة بوزيكس ويتم تعريفها بواسطة المعيار POSIX.1-2001. بدلاً من فرز الخيارات غير المتوافقة التي ظهرت بين تار (حوسبة) و cpio ، جنبًا إلى جنب مع تطبيقاتها عبر إصدارات مختلفة من يونكس ، صمم معهد مهندسي الكهرباء والإلكترونيات أداة أرشفة جديدة يمكن أن تدعم مختلف تنسيقات الأرشيف، بما في ذلك تنسيق جديد يتم تحديده بشكل أساسي مع وجود ملفات إضافية سمات الموسعة. اسم "pax" هو اختصار لتبادل الأرشيف المحمولة . استدعاء الأوامر وهيكل توحيد إلى حد ما من tar و cpio .

### أساليب
باكس لديه أربعة أوضاع عامة يتم الاحتجاج بها بواسطة r-
يلخص هذا الجدول السلوك الشرطي:
| اختيار    | الوضع    | وصف                                             |
| --------- | -------- | ----------------------------------------------- |
| (لا يوجد) | list     | يعرض محتويات الأرشيف، لا يعدل أو يستخرج أي شيء. |
| -r        | ""read"" | يقرأ ويستخلص محتويات الأرشيف                    |
| -w        | "write"  | يقوم بإنشاء الأرشيفات أو إلحاق الملفات بأرشيف   |
| -rw       | "copy"   | يقرأ وينسخ الملفات وشجرة الدليل إلى دليل محدد   |

أمثلة: 
```
pax < archive.tar

```

استخراج محتويات الأرشيف في الدليل الحالي: 
```
pax -r < archive.tar

```

قم بإنشاء أرشيف للدليل الحالي:
عند استخدامه في نمط cpio ، يمكن استخدام الأمر find للحصول على قائمة الملفات المراد أرشفتها: 
```
find . -depth -print | pax -wd > archive.tar

```

## أنظر أيضا
- قائمة أوامر يونكس
- قائمة صيغ وامتدادات الملفات الأرشيفية
- مقارنة بين برامج الأرشفة